# ABBA: The Museum
AZ ABBA: The Museum egy svéd interaktív kiállítás a legendás ABBA együttesről, mely az általuk viselt ruházatok, lemezek, díjak, és alkotásokat mutatja be a nagyközönségnek. A múzeum 2013 május 7-én nyílt meg, és Stockholmban található a Djurgårdsvägen 68 szám alatt.

## Története
A stockholmi ABBA kiállításra szánt terveket, melyeket az angliai Beatles múzeum inspirált 2006-ban alapította Ulf Westman és Ewa Wigenheim-Westman. A kiállítást a stockholmi kikötő egykori főépületében rendezték be, majd 2009-ben elhagyták, és egy új helyszínt kerestek a kiállításnak. 
Az állandó kiállítás terveit végül 2012 október 3-án fektették le, és helyszínként a Djurgården szigetén található Gröna Lund vidámpark közelében lévő épületbe költöztették.

## A kiállítás
- Benny saját zongorája, mely szakasztott mása saját otthonában található zongorájának, melyen a dalokat komponálta
- Az 1974-es Eurovíziós Dalfesztivál díszletei, amikor a Waterloo című dalt előadták Brightonban
- A Polar Stúdió, ahol az ABBA legnagyobb slágerei születtek. A felépített díszletek az akkori stúdióból valóak
- A Folkpark
- A helikopter, mely az Arrival lemezborítóján is szerepel
- Egy speciális telefon, melynek négy számjegyét csak az ABBA tagok ismerik.
- Díjak, kitüntetések, lemezek, relikviák

## Információk[4]
- Felnőtt jegy: 250 SEK
- Gyermek jegy: 95 SEK (7-15 éves korig)
- Családi jegy: 595 SEK (2 felnőtt 4 gyermek 7-15 éves korig)

16 éven aluliak egyedül nem látogathatják a múzeumot. 

## Külső hivatkozások
- A múzeum facebook oldala[5]
- Az ABBA hivatalos oldala[6]